# Монастырь Тегер
Тегер (арм. Տեղերի վանք) — монастырь в Армении, Арагацотнская область. Расположен на юго-восточном склоне горы Арагац в одноимённом селе. Основан в XIII веке.
Монастырь состоит из церкви Богородицы купольного типа, построенной в 1213 году, и добавленного к ней в 1221 году притвора. Автор монастырского комплекса — зодчий Ахбайрик. 
С территории монастыря можно увидеть радиооптический телескоп РОТ-54/2.6, который находится в нескольких сотнях метров от монастыря.

## Галерея

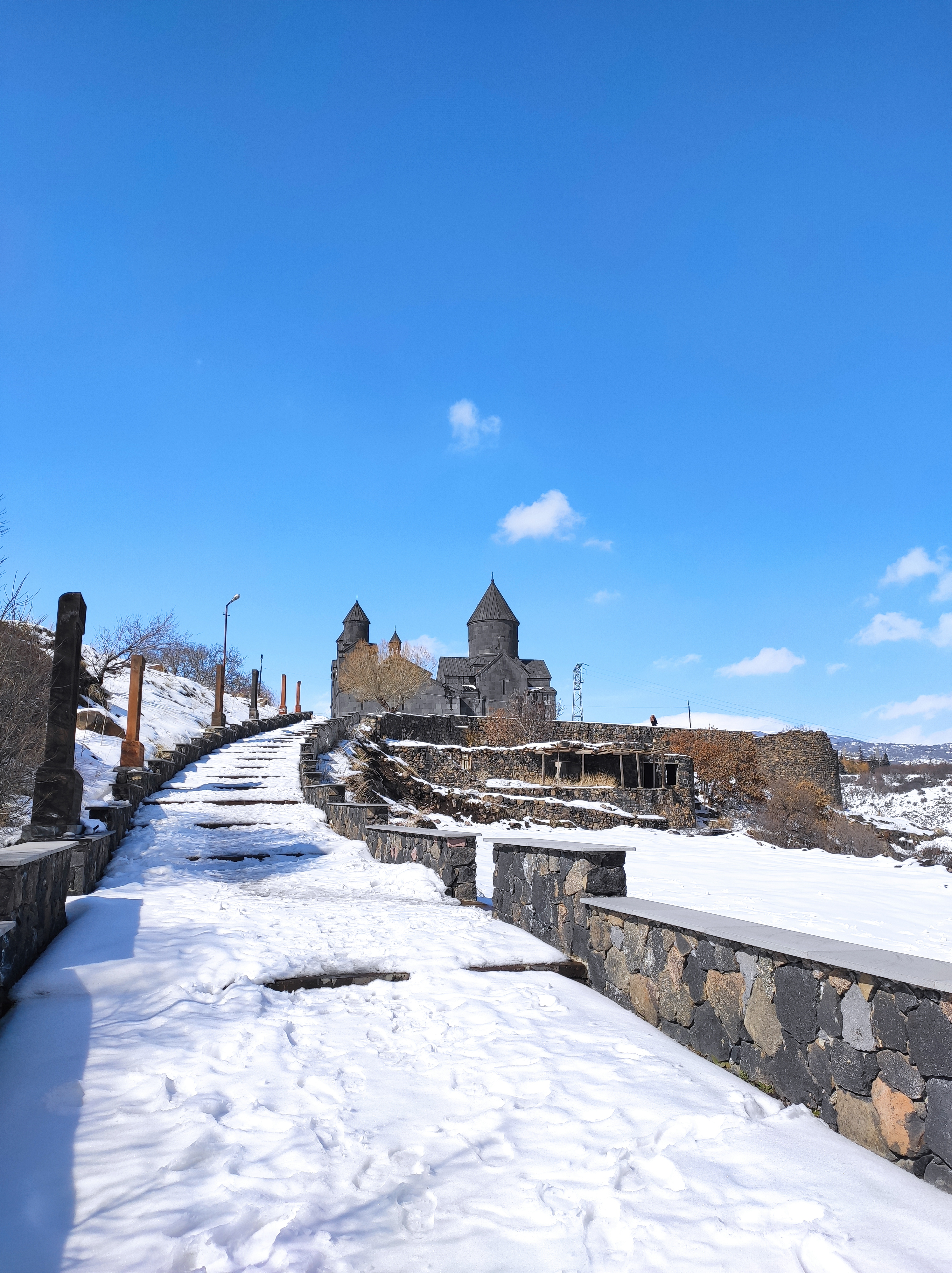
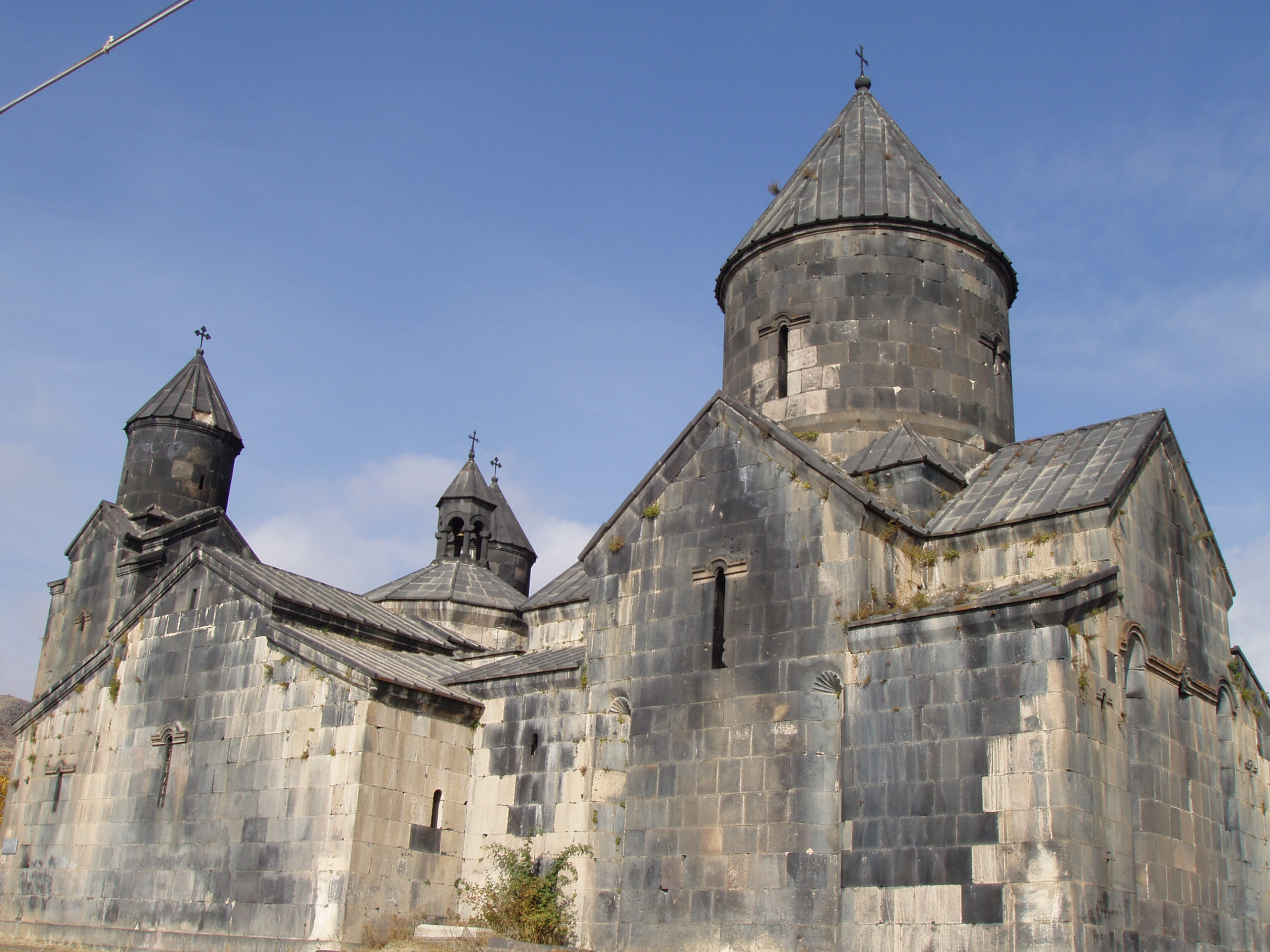
Вид монастыря
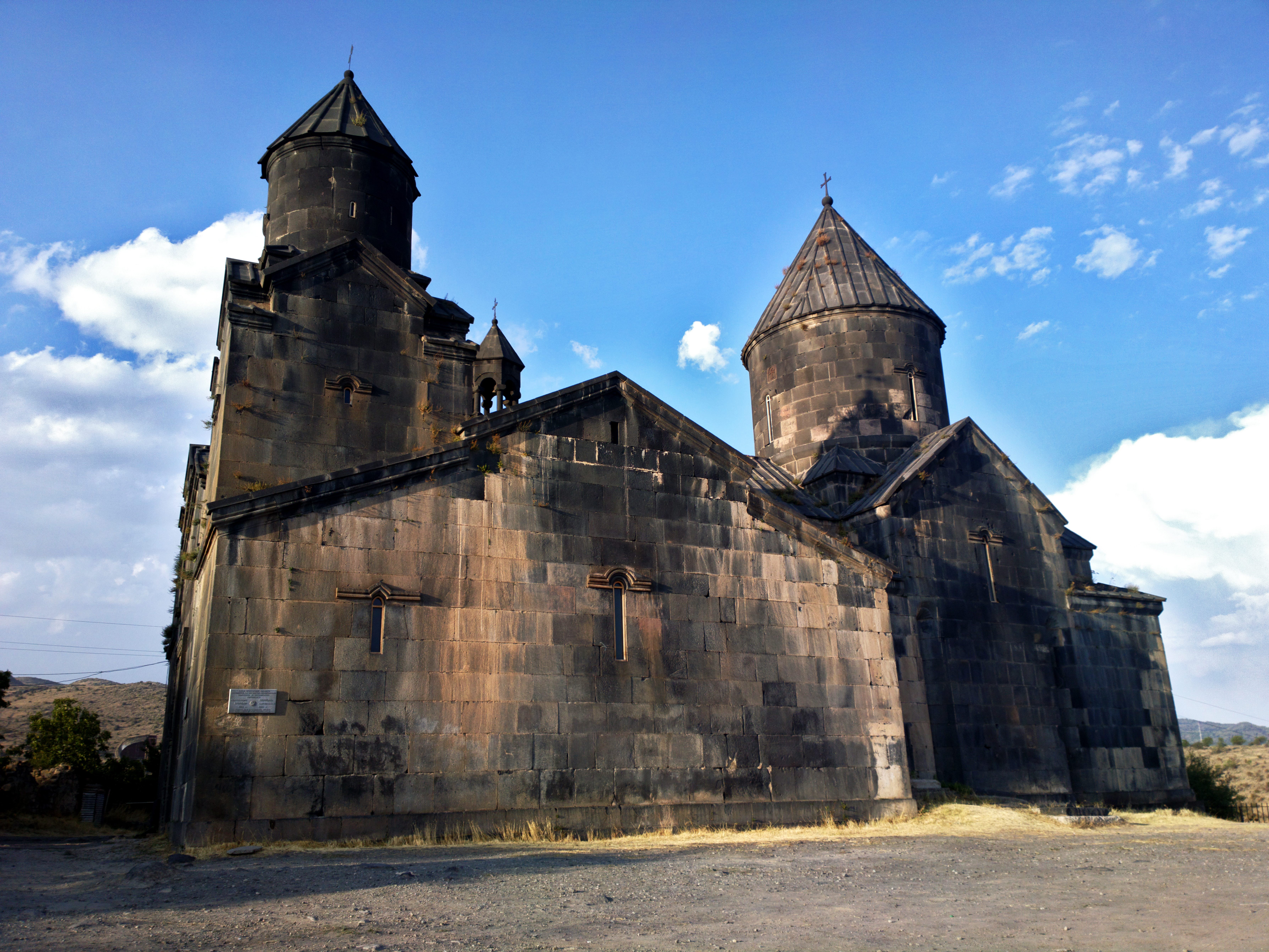
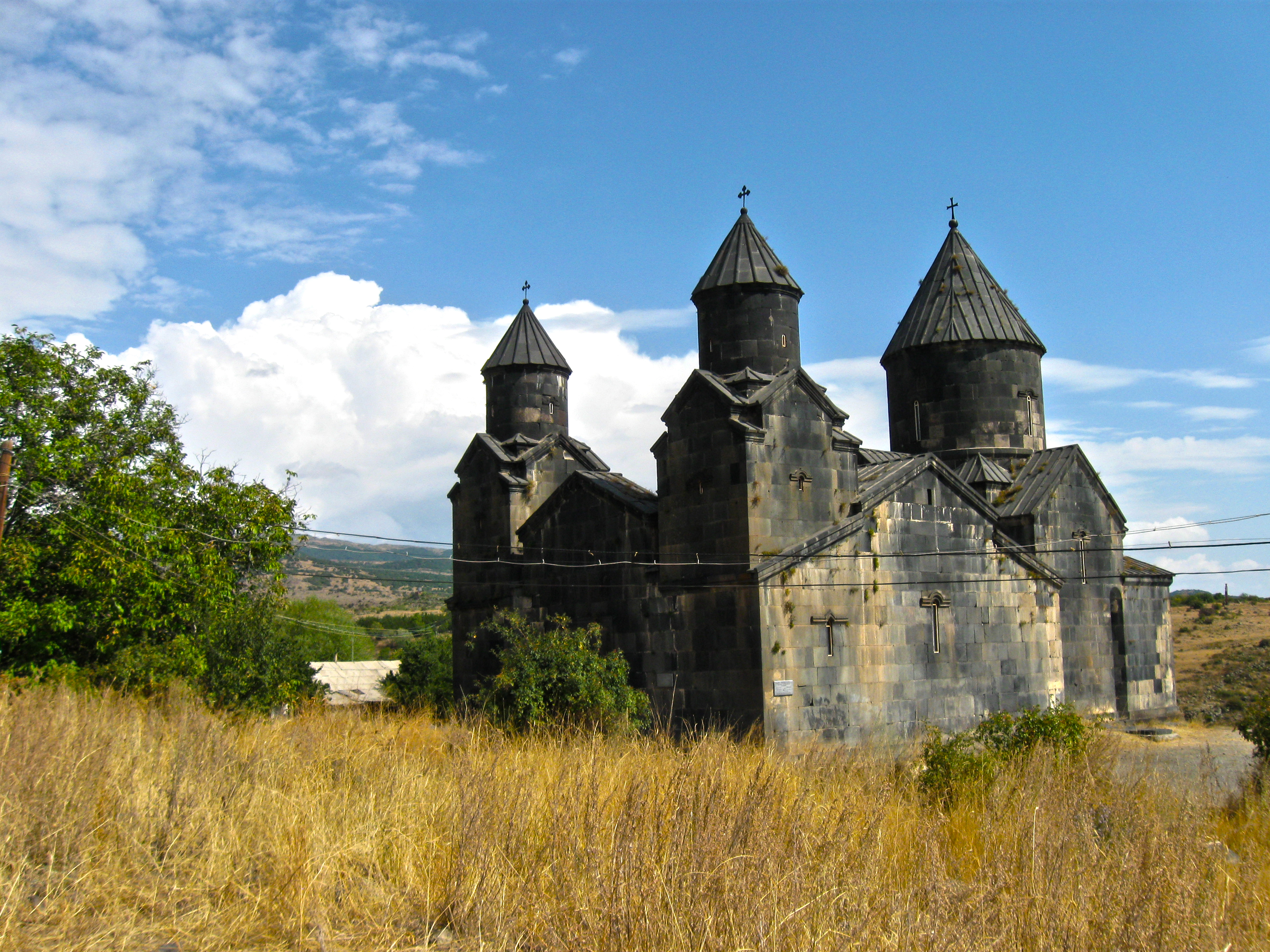
Вид монастыря
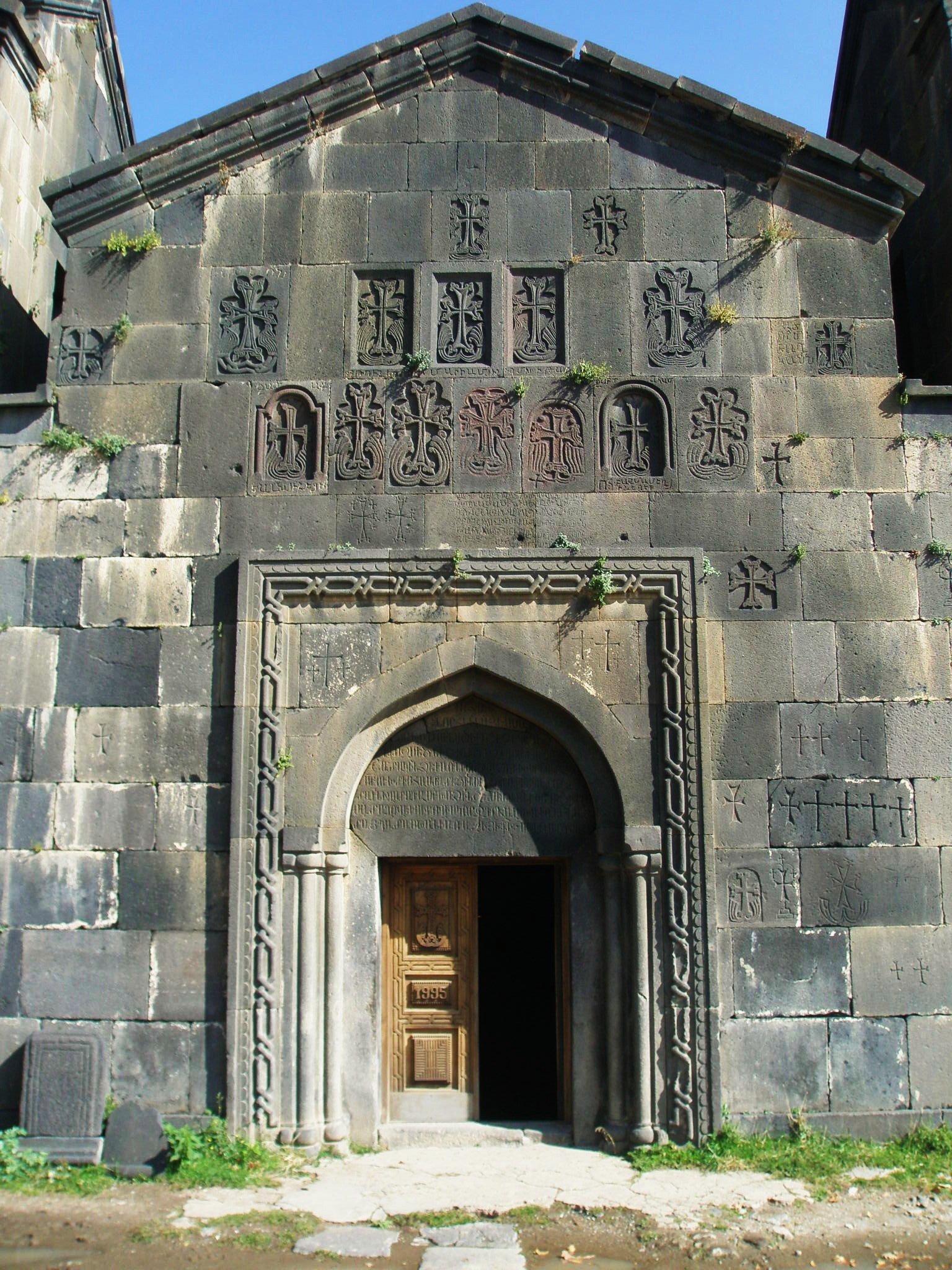
Главный вход
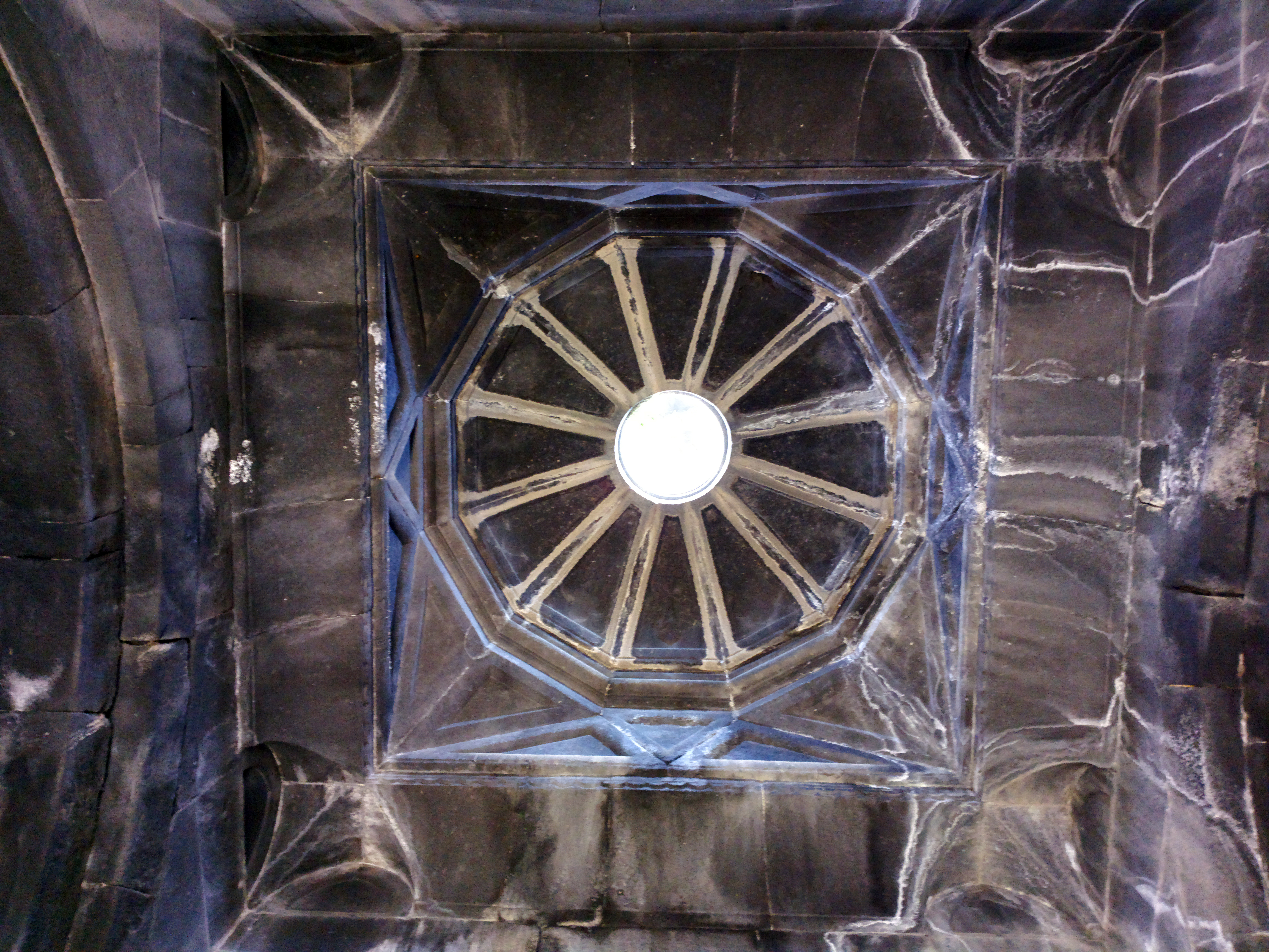
Купола изнутри
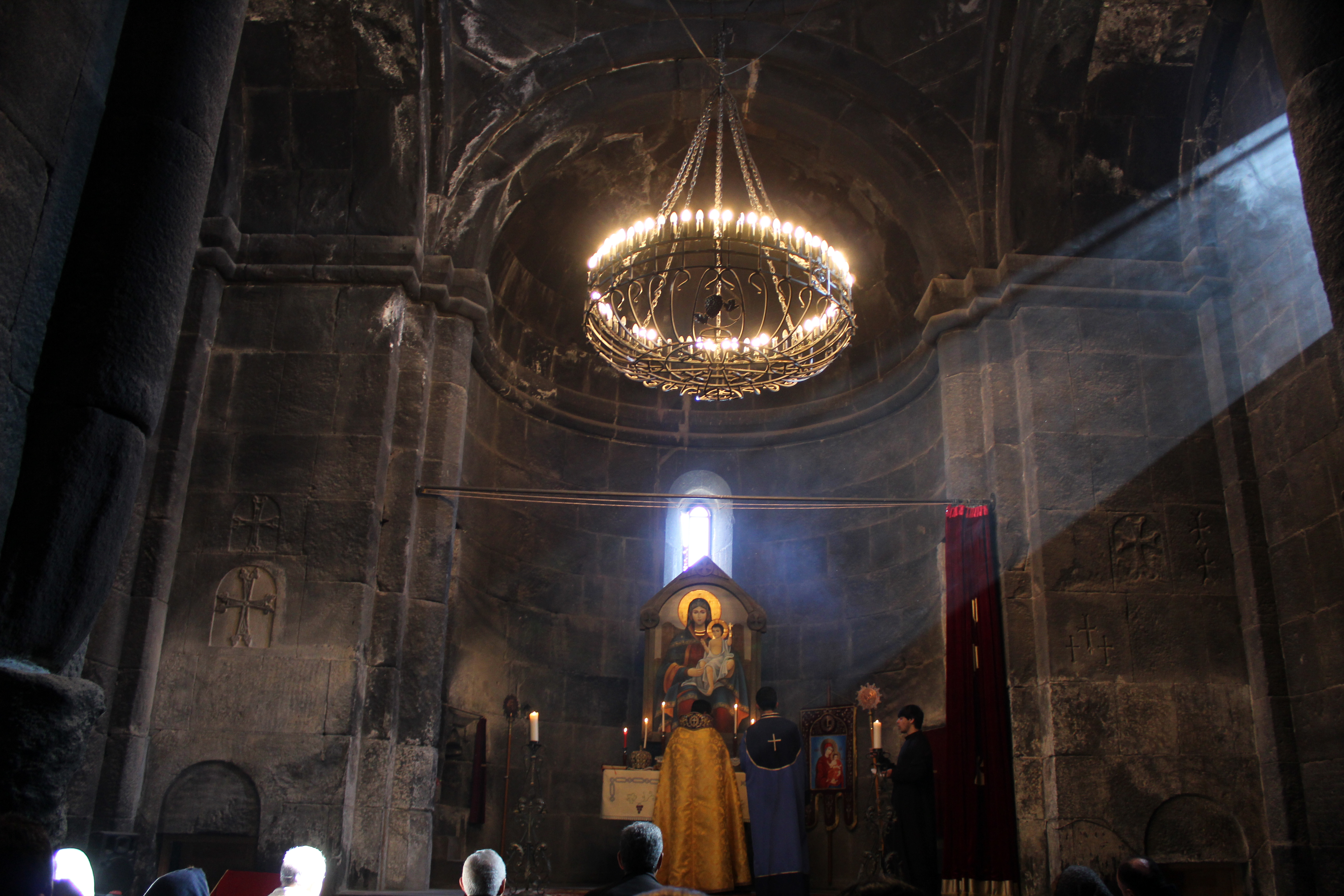
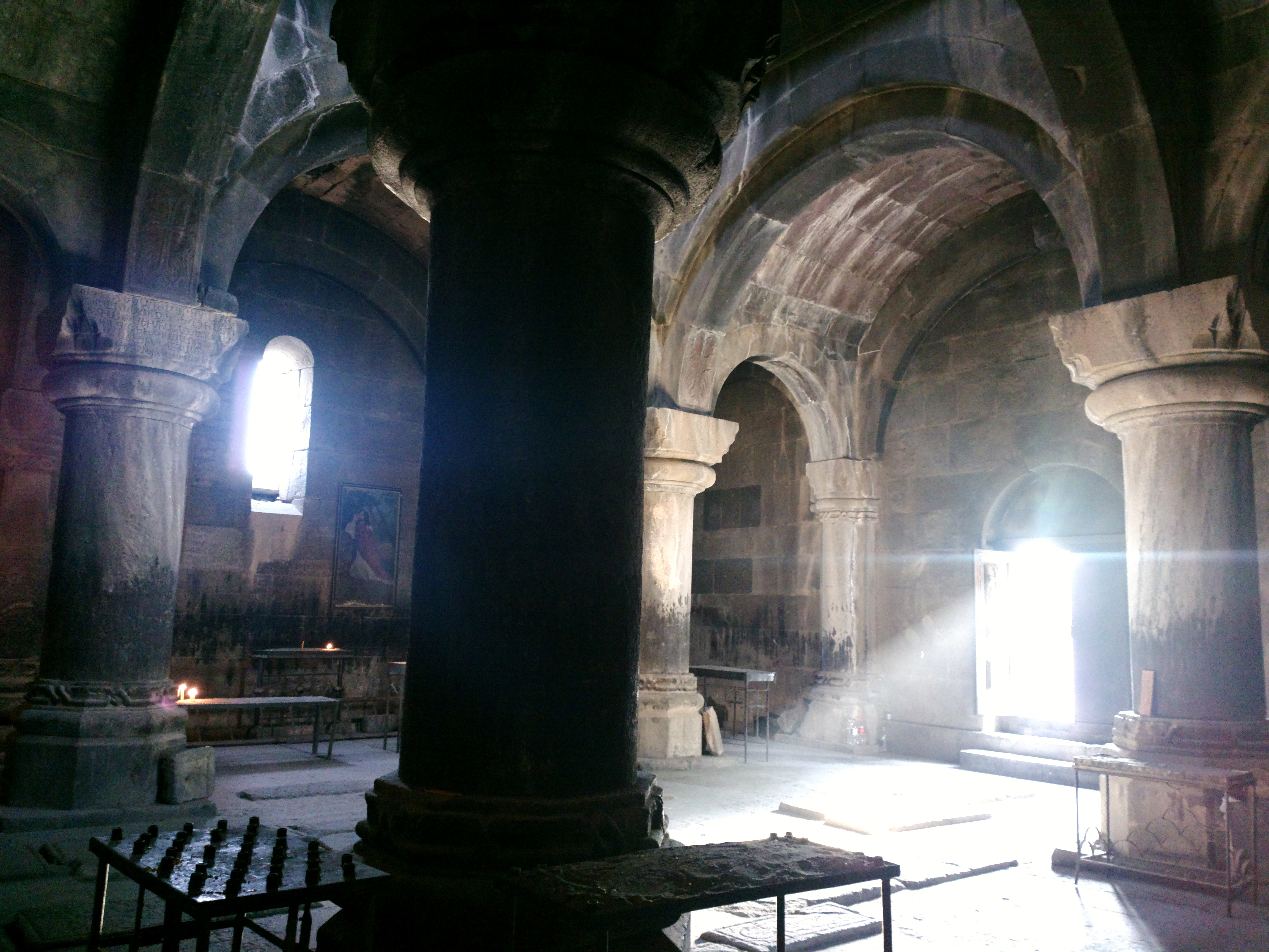
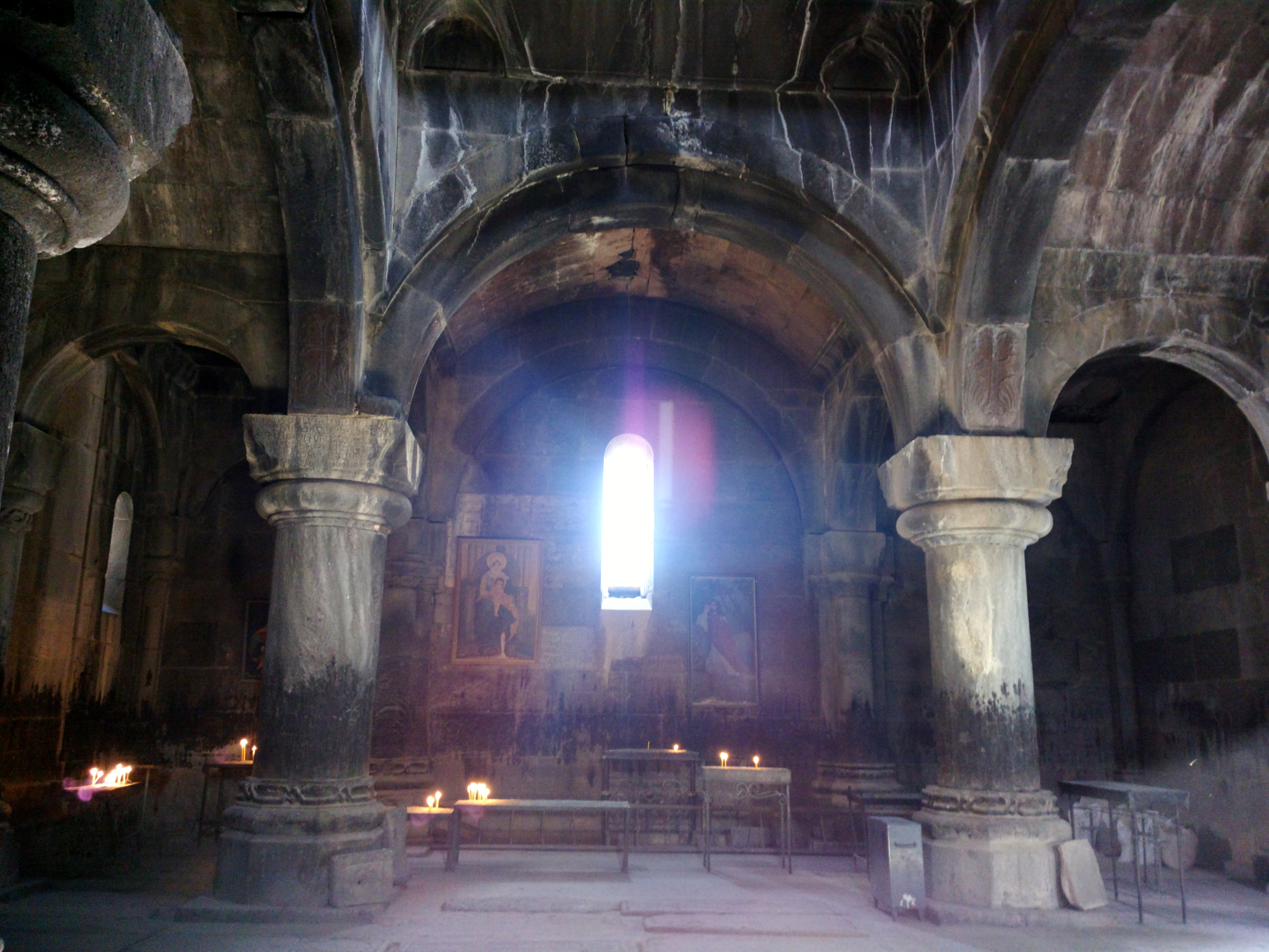
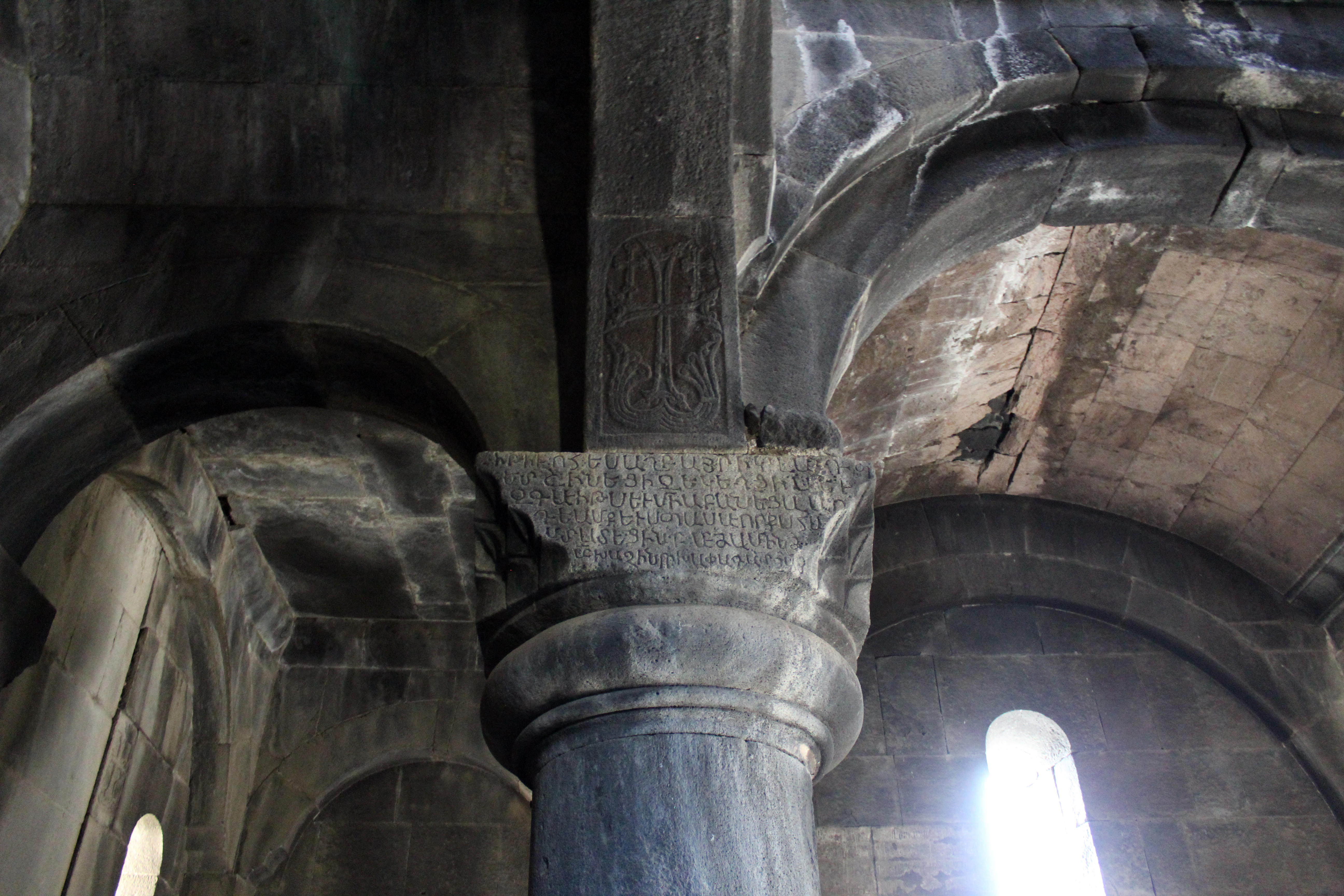